# Alfred Fleischhacker
Alfred „Ginger“ Fleischhacker (* 12. Dezember 1923 in Merchingen; † 16. Juni 2010 in Berlin) war ein deutscher Journalist in der DDR.

## Leben
Alfred Fleischhacker wuchs in Merchingen im Saarland in einer jüdischen Familie auf, besuchte dort die Volksschule und von 1935 bis 1938 das Jüdische Landschulheim Herrlingen. 1938 wechselte er auf eine jüdische Schule in Mannheim, die er bis zu den Novemberpogromen 1938 besuchte. Im Juli 1939 verließ er Deutschland in einem Kindertransport nach Großbritannien. Seine Eltern und seine Schwester wurden im Oktober 1942 ins Lager Gurs in Frankreich deportiert. Während die Schwester mit Unterstützung der Résistance fliehen und untertauchen konnte und überlebte, wurden seine Eltern im August 1942 ins Konzentrationslager Auschwitz deportiert und dort vergast.
Von 1940 bis 1941 als „Feindlicher Ausländer“ in Kanada interniert, arbeitete Fleischhacker bis Kriegsende in Großbritannien in der Rüstungsindustrie und engagierte sich dort in der Freien Deutschen Jugend und in der Unity Theatre Movement, einer linken antifaschistischen Theaterbewegung, die sich etwa dem Aufkommen von Oswald Mosleys British Union of Fascists entgegenstellte. Im August 1947 kehrte er nach Deutschland zurück. Er begann, im Berliner Ostsektor als Journalist zu arbeiten. 1949 ging er als Redakteur zum Deutschlandsender des Rundfunks der DDR, später wurde er Redaktionsleiter beim Berliner Rundfunk. Von 1975 bis 1989 war er Korrespondent des Rundfunks der DDR beim Bundespresseamt in Bonn. Im September 1989 wurde er pensioniert. Er arbeitete weiter journalistisch und engagierte sich als Mitglied der VVN-BdA und regelmäßiger Autor ihres Verbandsmagazins bis zu seinem Tod antifaschistisch. 2006 gehörte er zu den Unterstützern der "Berliner Erklärung" der Initiative Schalom5767 – Frieden 2006.
In seinem Wohnzimmer wies ein Stammbaum auf die Familienmitglieder hin, die den Massenverbrechen des NS-Regimes zum Opfer gefallen waren.

## Schriften
- Als DDR-Korrespondent in Bonn. In: Heide Riedel (Hrsg.): Mit uns zieht die neue Zeit … 40 Jahre DDR-Medien. Verlag Vistas, Berlin 1993, ISBN 3-89158-095-9
- als Hrsg.: Das war unser Leben. Erinnerungen und Dokumente zur Geschichte der FDJ in Großbritannien 1939–1946. Verlag Neues Leben, Berlin 1996, ISBN 3-355-01475-3.